# Saint-Pierre-d’Allevard
Saint-Pierre-d’Allevard korábbi község (település) Franciaországban, Isère megyében. 2016. január 1-jén Morêtel-de-Mailles  községgel egyesült és Crêts en Belledonne új község része lett.
Lakosainak száma 2887 fő (2013). Saint-Pierre-d’Allevard Morêtel-de-Mailles községgel határos.

## Népesség
A település népessége az elmúlt években az alábbi módon változott:
| Lakosok száma | 1784 | 2152 | 2147 | 2016 | 2185 | 2282 | 2770 | 2887 |
|               | 1962 | 1968 | 1975 | 1982 | 1990 | 1999 | 2008 | 2013 |